# The Lost Battalion

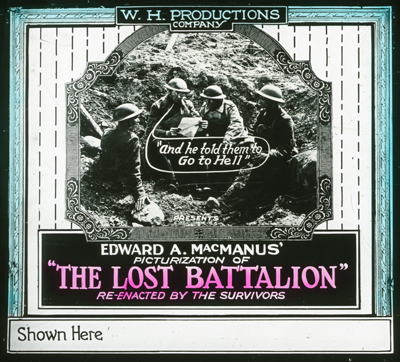
Affiche du film

The Lost Battalion est un film américain réalisé par Burton L. King, sorti en 1919. Il a fait l'objet d'un remake pour la télévision en 2001 par Russell Mulcahy, Le Bataillon perdu.

## Synopsis
Les unités de la 77e division d'infanterie des États-Unis, surnommées Lost Battalion, engagés dans la Première Guerre mondiale lors de l'offensive Meuse-Argonne en octobre 1918, se retrouvent encerclées  par les forces allemandes.

## Fiche technique
- Réalisation : Burton L. King
- Scénario : Charles A. Logue
- Producteur : Edward A. MacManus
- Photographie : Arthur A. Cadwell
- Genre : Film de guerre, drame[1]
- Production : MacManus Corporation
- Distributeur : W. H. Productions Company
- Date de sortie : 2 juillet 1919

## Distribution

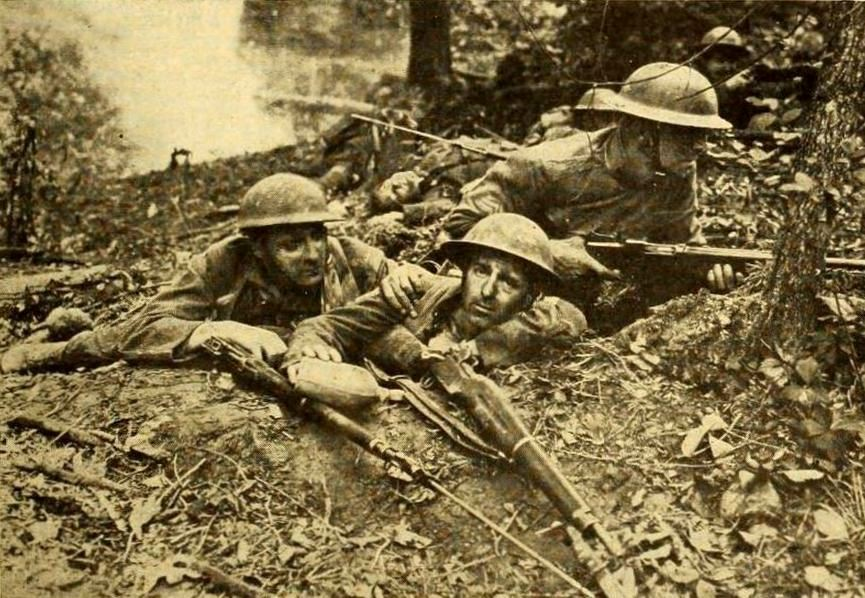
Scène du film.

- Major General Robert Alexander : lui-même
- Lieutenant Colonel Charles W. Whittlesey : lui-même
- Major George McMurtry: lui-même
- Captaine William J. Cullen : lui-même
- Lieutenant Arthur F. McKeogh : lui-même
- Lieutenant Augustus Kaiser : lui-même
- Private Abraham Krotoshinsky : lui-même
- Helen Ferguson : la sténographe
- Marion Coakley : Nancy Crystal
- Mrs. Stuart Robson : The landlady
- Blanche Davenport : The mother
- Lt. Jordan : lui-même
- Bessie Learn : The girl next door
- Sidney D'Albrook : le voleur
- Gaston Glass : Harry Merwin
- Jack McLean : The Kicker
- William H. Tooker